# Dumanoir (drammaturgo)
Dumanoir, pseudonimo di Philippe-François Pinel (Capesterre-Belle-Eau, 31 luglio 1806 – Pau, 16 novembre 1865), è stato un drammaturgo francese.

## Biografia
Dumanoir risultò essere tra i più applauditi autori del XIX secolo, abbandonò gli studi giuridici in seguito al brillante esito, nel 1828, del vaudeville La Semaine des amours, scritto assieme a Julien de Mallian.
Da allora diede al teatro circa 200 opere, tra drammi e commedie, per la maggior parte scritte in collaborazione, caratterizzate da una tecnica abilissima e da un vivace linguaggio.
I suoi principali collaboratori furono Eugène Scribe e A. Dennery: con quest'ultimo scrisse il dramma popolare Don Cesare di Bazan (1844), che ottenne molto successo anche in Italia.
Nella vasta produzione, che comprende oltre ai drammi, alle commedie in prosa e in versi anche vaudevilles, si può menzionare Les Premières Armes de Richelieu (1839), con J. F. A. Bayard.
Pur non essendo mai stato considerato un autore brillante per originalità, si distinse soprattutto per la profonda ed esperta conoscenza di tutti i segreti della meccanica teatrale.

## Opere

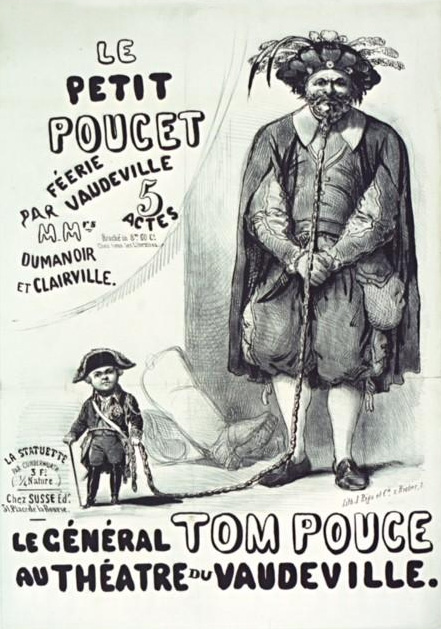
Le petit Poucet, rappresentata al Théâtre du Vaudeville (1845)

### Teatro
- 1828: Le Jour de médecine vaudeville in 1 atto, con Gustave Dalby e Julien de Mallian;
- 1828: La Cuisine au salon, ou le Cuisinier et le marmiton pièce in 1 atto, con Mallian.
- 1828: La Semaine des amours roman-vaudeville in 7 capitoli con Mallian.
- 1829: Frétillon ou la Bonne Fille, vaudeville in 1 atto, preceduto da La Première représentation, commedia storica in 3 parti, con Mallian e Michel Masson;
- 1830: La Monnaie de singe, ou le Loyer de la danseuse, commedia-vaudeville in 1 atto, con Mallian;
- 1830: Le Voyage de la mariée, imitazione contemporanea della Fiancée du roi de Garbe, con Mallian e Adolphe de Leuven;
- 1831: Le Fossé des Tuileries, rivista-vaudeville in 1 atto, con Mallian e Victor Lhérie;
- 1831: La Perle des maris, comédie-vaudeville in 1 atto,  con Jean-François Bayard e Mallian;
- 1831: Saint-Denis, ou Une insurrection de demoiselles, chronique de 1828, in 3 atti, misti di distici, con Mallian;
- 1832: Le Dernier Chapitre, commedia-vaudeville in 1 atto, con Mallian e Mélesville;
- 1832: L'Homme qui bat sa femme, tableau popolare in 1 atto, con Mallian;
- 1833: Sophie Arnould con de Leuven e Auguste Pittaud de Forges
- 1833: Une fille d'Ève commedia-vaudeville in 1 atto con Camille Pillet
- 1833: Les Tirelaines, ou Paris in 1667, commedia-vaudeville in 3 atti, con Mallian;
- 1834: Turiaf-le-Pendu commedia in un atto con Julien de Mallian.
- 1835: La Fiole de Cagliostro con Auguste Anicet-Bourgeois e Édouard Brisebarre.
- 1835: Un de ses frères, souvenir historique de 1807, con Julien de Mallian.
- 1835: Discrétion commedia-vaudeville in un atto con Camille Pillet.
- 1835: La Savonnette impériale commedia-vaudeville in 2 atti con Anicet-Bourgeois.
- 1836: La Marquise de Prétintaille con Jean-François Bayard.
- 1837: Le Chevalier d'Eon con Jean-François Bayard.
- 1837: Henriette Wilson, commedia-vaudeville in 2 atti, con Mallian;
- 1838: Madame et Monsieur Pinchon con Jean-François Bayard e Adolphe d'Ennery.
- 1838: La Maîtresse de langues con Adolphe de Leuven e Jules-Henri Vernoy de Saint-Georges.
- 1838: Pierre d'Arezzo dramma in 3 atti con Adolphe d'Ennery.
- 1838: Le Cabaret de Lustucru, commedia vaudeville in 1 atto, con Étienne Arago e Ernest Jaime;
- 1839: Les Premières Armes de Richelieu con Jean-François Bayard.
- 1839: La Canaille commedia-vaudeville in 3 atti, con Théophile Marion Dumersan.
- 1839: Les avoues en vacances commedia-vaudeville in 2 atti, con Jean-François Bayard.
- 1840: Indiana et Charlemagne con Jean-François Bayard.
- 1840: Marcelin dramma in 3 atti con Jean-François Bayard.
- 1841: Mademoiselle Sallé con Jean-François Bayard e Xavier B. Saintine.
- 1841: Le Vicomte de Létorières con Jean-François Bayard.
- 1842: Le Capitaine Charlotte con Jean-François Bayard.
- 1842: La nuit aux soufflets con Adolphe d'Ennery.
- 1842: Les deux couronnes con Jean-François Bayard.
- 1842: La Vendetta con Paul Siraudin.
- 1842: Ma maîtresse et ma femme commedia-vaudeville in un atto, (con Adolphe d'Ennery.
- 1842: La dragonne commedia in 2 atti, con Hippolyte Le Roux.
- 1843: Brelan de troupiers commedia-vaudeville in un atto, con Étienne Arago.
- 1843: Le capitaine Roquefinette con Adolphe d'Ennery.
- 1843: Les Hures-Graves con Louis François Clairville e Siraudin.
- 1844: Carlo et Carlin con Mélesville.
- 1845: Boquillon à la recherche d'un père commedia-vaudeville in 3 atti con Jean-François Bayard.
- 1845: Porthos à la recherche d'un équipement commedia-vaudeville in 1 atto, con Auguste Anicet-Bourgeois e Brisebarre.
- 1845: Le petit Poucet commedia-vaudeville in 5 atti con Clairville.
- 1845: Le Code des femmes;
- 1845: Les Pommes de terre malades rivista dell'anno 1845: in 3 atti, con Clairville.
- 1846: Le Docteur noir con Auguste Anicet-Bourgeois .
- 1846: La baronne de Blignac commedia in un atto con Eugène Nyon.
- 1846: Gentil-Bernard ou L'Art d'aimer commedia in 5 atti con Clairville.
- 1846: Clarisse Harlowe dramma in 3 atti, con Clairville e Léon Guillard.
- 1847: Léonard le perruquier in 4 atti, con Clairville.
- 1848: Les Parades de nos pères in 3 quadri, con Clairville e Jules Cordier.
- 1848: Les lampions de la veille et les lanternes du lendemain : revue de l'année 1848 in 5 quadri, con Clairville.
- 1849: Les marraines de l'an trois in 3 atti e 4 quadri, con Clairville.
- 1849: Exposition des produits de la République, vaudeville in 3 atti e 5 quadri, con Eugène Labiche e Louis Clairville.
- 1850: Lully ou Les Petits Violons de Mademoiselle con Clairville.
- 1850: Le Bourgeois de Paris commedia-vaudeville in 3 atti con Clairville e Jules Cordier
- 1851: Belphégor vaudeville fantastico in un atto;
- 1852: Les coulisses de la vie commedia-vaudeville in 5 atti, con Clairville.
- 1852: La femme aux œufs d'or con Clairville.
- 1853: Le Caporal et la Payse o "Le vieux Caporal" con Adolphe d'Ennery.
- 1853: Les folies dramatiques commedia in 5 atti, con Clairville.
- 1853: La case de l'oncle Tom dramma in 8 atti, con Adolphe d'Ennery, dal romanzo di Harriet Beecher Stowe;[3]
- 1854: La marquise de Tulipano commedia-vaudeville in 2 atti, con Édouard Lafargue.
- 1854: Les 500 diables féerie in 3 atti, con Adolphe d'Ennery.
- 1855: Le sergent Frédéric commedia-vaudeville in 5 atti, con Louis-Émile Vanderburch.
- 1855: Le Camp des bourgeoises commedia in un atto.
- 1856: Les Toilettes tapageuses commedia in 1 atto;
- 1856: Les Fanfarons du vice, commedia in 3 atti con Edmond de Biéville;
- 1857: Les Bourgeois gentilshommes commedia in 3 atti, in prosa.
- 1858: La balançoire commedia in 1 atto con Édouard Lafargue.
- 1861: Le Gentilhomme pauvre commedia in 2 atti, in prosa, con Édouard Lafargue.
- 1862: Les Invalides du mariage commedia in 3 atti con Édouard Lafargue.
- 1863: La Maison sans enfants commedia in 3 atti.

### Opere e balletti
- 1840: La Perruche, opéra-comique in 1 atto con  Henri Dupin, musica di Louis Clapisson.[4]
- 1848: Grisélidis ou les Cinq sens, balletto di Adolphe Adam, dall'opéra Grisélidis.
- 1858: Les chaises à porteurs, opéra-comique di Victor Massé in un atto con Clairville.
- 1862: La chatte merveilleuse, opéra-comique in 3 atti e 9 quadri, con Adolphe d'Ennery, musica di Albert Grisar;
- 1872: Don César de Bazan, opéra-comique in 4 atti, con Jules Chantepie e d'Ennery, da Victor Hugo, musica di Jules Massenet;